# Декларация независимости (композиция)
«Декларация независимости» (азерб. İstiqlal Bəyannaməsi) — художественное произведение, представляющее собой лист бумаги размерами 65×50 см с композицией, состоящей из фотокопии документа и выполненными акварелью орнаментами и пейзажами. Фотокопия, которая расположена в центре всей композиции, представляет собой копию подписанной 28 мая 1918 года Декларации независимости Азербайджана. Автор композиции — азербайджанский художник первой половины XX века Азим Азимзаде. Хранится в Национальном музее истории Азербайджана

## Описание
Произведение было обнаружено в процессе изучения материалов Фонда документальных источников Национального музея истории Азербайджана.
Фотокопия находится в тонкой белой рамке и окантована по периметру повторяющимися орнаментами, представляющими собой стилизованное изображение коврового элемента в виде ромбов, треугольников, а также декоративно изрезанных разноцветных геометрических фигур. Правый край композиции представляет собой вертикальную полосу с двумя изображениями: в верхней части — изображение ковра на напоминающем скалы фоне. Этот ковёр не относится к какой-либо школе азербайджанского ковра, поскольку сочетание различных элементов азербайджанских ковров в нём носит произвольный характер.
Снизу от ковра изображён храм огнепоклонников Атешгях XVII века в селении Сураханы близ Баку. В нижнем же краю композиции в виде широкой горизонтальной полосы помещено изображение Бакинской бухты: слева показан город с нефтяными вышками, с правой же стороны — расположено изображение Каспийского моря с кораблями, на заднем же плане виден остров Бёюк-Зиря.
После того, как экспонат был очищен в правом нижнем исследователи выявили автограф, принадлежащий азербайджанскому художнику первой половины XX века Азиму Азимзаде.